# Real Acadèmia de Cultura Valenciana
La Real Acadèmia de Cultura Valenciana és una associació de València fundada el 1978 amb el nom d'Acadèmia de Cultura Valenciana, sobre la base del desaparegut Centre de Cultura Valenciana de 1915 fundat per la Diputació Provincial de València, la qual és una fundació pública, de qui depén. L'associació té com a idiomes oficials tant el valencià com el castellà.
L'Acadèmia nasqué amb l'objectiu de treballar per la llengua i la cultura valencianes. Des de la batalla de València és la principal entitat, amb Lo Rat Penat, que propugna les secessionistes Normes del Puig per a la «llengua valenciana». En declaracions realitzades en 2014 pel director de la secció de llengua i literatura, Voro López, la RACV reconeix que valencià i català formen part de la mateixa família lingüística, si bé no estaven a favor d'utilitzar la normativa oficial del català al País Valencià la qual segons l'Estatut d'Autonomia la determina l'Acadèmia Valenciana de la Llengua, basada en les normes de Castelló de 1932, i que reconeixen la unitat de la llengua catalana. El 30 de maig de 2016, la RACV signà un acord de cooperació amb l'AVL, on reconeixen l'autoritat d'esta pel que fa a la normativa del valencià i, per tant, implícitament la unitat de la llengua catalana.

## Història

### Orígens

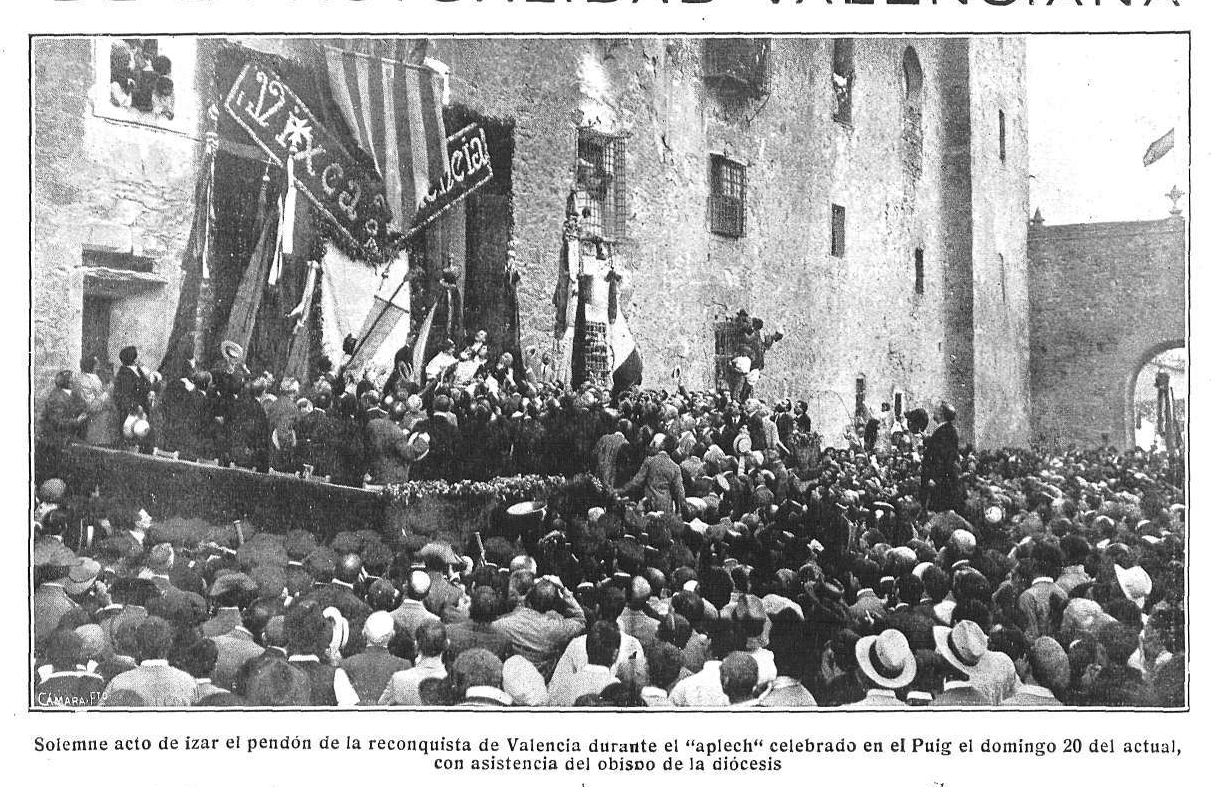
Imatges del primer Aplec del Puig, de 1915.

Fon creada el 1915 amb el nom de Centre de Cultura Valenciana (CCV), patrocinada pels polítics conservadors Joan Pérez i Lúcia i Josep Martínez i Aloy, primer president fins a la seua mort el 1924, amb la pretensió de fer una rèplica de l'Institut d'Estudis Catalans. Però fon dedicada a la publicació d'estudis locals, majoritàriament en castellà i des d'un punt de vista provincialista, raó per la qual fon atacada per Miquel Duran i Tortajada i Jacint Maria Mustieles, qui en denuncià el poc ús del valencià i el poc rigor en la selecció dels seus membres.
En 1915 participa en l'organització del primer Aplec del Puig, auspiciat per Joan Pérez i Lúcia a les pàgines de La Voz de Valencia com a part d'una campanya per a dignificar el Monestir del Puig.
El 1928 començà a publicar Anales del Centro de Cultura Valenciana, sota la presidència de Josep Sanchis i Sivera (1927-1936). El centre es lligà a la defensa de les reivindicacions del valencianisme polític en ser un dels signants les Normes de Castelló i participar en la redacció de l'Estatut d'Autonomia del País Valencià de 1931. Entre els seus membres d'esta etapa hi hagué Sanchis Sivera, Nicolau Primitiu o Carles Salvador.

### Franquisme
Després de l'arribada del franquisme el 1939, el CCV esdevingué un cenacle erudit sense incidència política. El seu president, Teodor Llorente Falcó, fon nomenat pel governador civil, i depuraren els membres destacadament antifeixistes (Manuel Corachan, Vicent Marco Miranda, Emili Gómez i Nadal), però en mantingueren altres manco destacats com Carles Salvador o Francesc Almela i Vives. Tanmateix, durant este temps es destacà per una activitat rutinària feta pràcticament tota en castellà, a pesar dels esforços fets per Carles Salvador, qui el 1948 impulsà la secció de Llengua i Literatura. El 1946 ingressà en el Patronat José María Cuadrado del CSIC.

### La Reial Acadèmia de Cultura Valenciana
Des de les acaballes del franquisme ha proposat diverses ortografies i gramàtiques secessionistes sobre el valencià. En juliol de 2003 reformà les Normes del Puig (que la mateixa entitat proposà 25 anys abans), afegint-hi accents, amb unes regles molt paregudes a les Normes de Castelló. Açò ha creat confusió entre el blaverisme, ja que alguns són partidaris de les antigues i d'altres de les noves.
A pesar que la llei de creació de l'Acadèmia Valenciana de la Llengua (AVL) obliga que totes les administracions han de seguir les normes de l'AVL, durant els governs del Partit Popular de la Comunitat Valenciana, la RACV ha rebut de diverses institucions públiques com la Diputació de València, tot i que seguix unes normes diferents. A finals de la dècada de 1990, des de la Diputació de València es desmembrà la Secció d'Estudis Arqueològics del Servei d'Investigació Prehistòrica del Museu de Prehistòria de València per a cedir-la a la RACV, que la incorporà com a secció pròpia dirigida pel llavors Secretari de la institució, José Aparicio Pérez. Aparicio Pérez aspirava a dirigir el Museu de Prehistòria, on era funcionari, però el seu enfrontament amb el personal del museu portà a una decisió política sense precedents, transferint-se la secció des del Museu públic a la institució privada, funcionant autònomament i sense control per part de les autoritats del Museu de Prehistòria de València. La gestió d'Aparicio fon posada en dubte des d'ambients arqueològics i universitaris per manca de rigor en les investigacions.
El 10 d'abril de 2015 fon nomenada oficialment institució consultiva de la Generalitat Valenciana en matèria de patrimoni cultural, en el marc de la Llei de Senyes d'Identitat promoguda pel govern del Partit Popular. Mesos més tard, el 14 de gener de 2016, la llei fon derogada pel nou govern valencià de Compromís i PSPV-PSOE, de manera que es desfeia el nomenament anterior.

### Aproximació a l'Acadèmia Valenciana de la Llengua
El 3 de març de 2016, el degà de la institució, Federico Martínez Roda, pronuncià un discurs pel qual es convidava a acceptar amb l'Acadèmia Valenciana de la Llengua una gramàtica comuna. El 27 de març aparegueren pintades blaveres a la seu de l'entitat, demanant la seua dimissió i rebutjant l'acostament a l'AVL. Martínez Roda llevà importància als fets en considerar-los extemporanis.
El 30 de maig s'aprovà una declaració conjunta per la qual l'AVL i la RACV es comprometien a treballar conjuntament en aquelles àrees que decidiren, i sempre segons les àrees competencials de cadascuna, fet que suposava per a la RACV reconéixer la capacitat normativa de l'Acadèmia Valenciana de la Llengua i la unitat del català. El degà de l'entitat, Federico Martínez Roda, justificà la decisió per a «superar conflictes entre valencians» i per la necessitat que «la RACV deixe d'eixir a les pàgines de política dels periòdics, i passe a les de ciència i cultura». També declarà que la RACV «no pot ser un òrgan polític o l'última rereguarda d'uns partits polítics quasi inexistents o sense rellevància política».

### Guerra interna i ànima intacta
Amb Martínez Roda a la presidència de l'entitat secessionista, la RACV ha patit petites transformacions. La modificació dels estatuts que redueix la presència dels polítics, amplia l'activitat de l'Acadèmia a tot el territori i deixa la presidència honorífica en el cap del Consell ha estat un dels principals canvis.
Tanmateix, l'apropament a l'AVL ha estat la decisió més destacada del seu mandat. «Calia adequar-se a la realitat. No pots aferrar-te al passat. És important evolucionar. I, per això, vam fer un apropament a l'AVL», defensa Daniel Sala, vicedegà de la RACV, que incideix: «Vam fer aquest pas perquè sempre es parlava de llengua valenciana».
La jugada, però, va enfurismar un sector de l'acadèmia secessionista, encapçalat pel responsable de l'àrea filològica, Voro López, i del qual formava part l'empresari Juan Lladró. «En aquella operació, va ser clau l'amistat entre el degà de la RACV i Ramón Ferrer [president de l'AVL]», assegura López.
«L'amistat i el menfotisme d'un dirigent [en referència a Martínez Roda] que és valencià, però de parla castellana i que té un gran desconeixement de la nostra situació lingüística va provocar aquell intent de col·laboració amb l'AVL». «Afortunadament, d'aquest pacte no se n'ha fet res. Em negava rotundament a acceptar l'AVL com a autoritat lingüística», remata. Aquella negativa de López i de 14 acadèmics més va acabar als tribunals. Van denunciar que l'acord amb l'AVL no era vàlid, ja que van comptar-se 35 vots, quan només hi havia 34 persones. Martínez Roda, com a represàlia, va controlar durant uns mesos la Secció Filològica davant la rebel·lió dels acadèmics encapçalats per López.
Malgrat l'enfrontament, López nega que Martínez Roda haja acceptat que la RACV empre la normativa oficial per als treballs subvencionats pel Consell del Botànic. «Els convenis signats amb les institucions públiques no fixen que hem d'acatar les normes de l'AVL», expressa López, que apunta: «Cal recordar que el Síndic de Greuges ens ha permès no assumir la normativa de l'AVL».
Salas, per la seua banda, es mostra crític amb les ajudes rebudes per part de les administracions. «Encara no hem rebut ni un euro», censura. López critica de la mateixa manera: «Durant els governs del PSPV i del PP vam rebre subvencions per la nostra tasca en favor de la cultura i la llengua. Ara, amb les ajudes que rebem només podem sobreviure. I si ho fem, és gràcies als ingressos de l'escola, a les donacions del patronat i a les aportacions dels Amics de l'Acadèmia». «Ara bé, tot i ser un govern catalanista, no ens poden asfixiar ni ofegar econòmicament», rebla. Tot i que «la supervivència està assegurada», diu López, «la RACV viu els seus pitjors moments. Que haja descolorit el seu blau per seguir rebent subvencions mostra la decadència de l'entitat».

## Membres destacats
- Iuri Savéliev.
- Amparo Cabanes Pecourt

## Galeria d'imatges

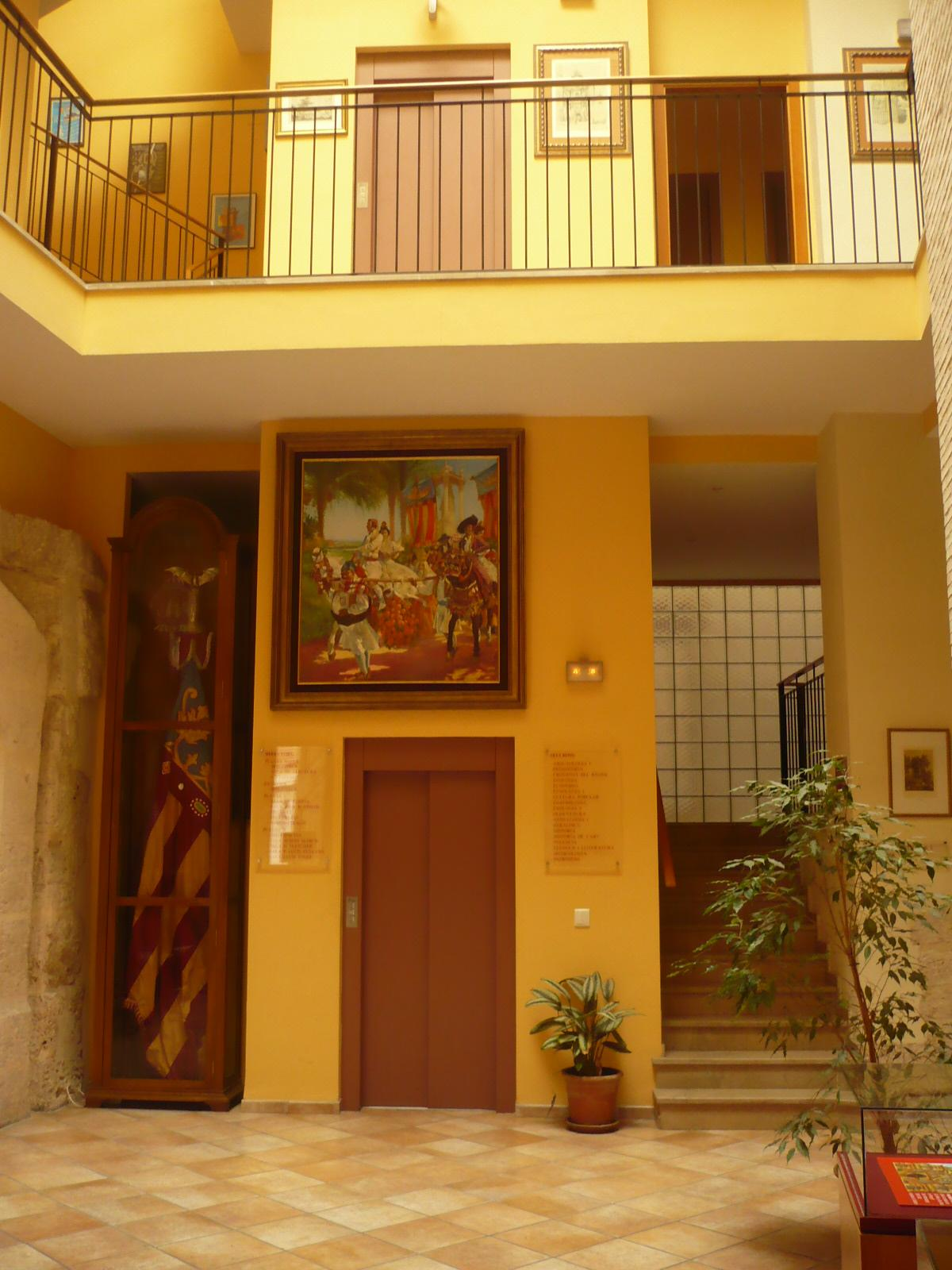
Vista interior.
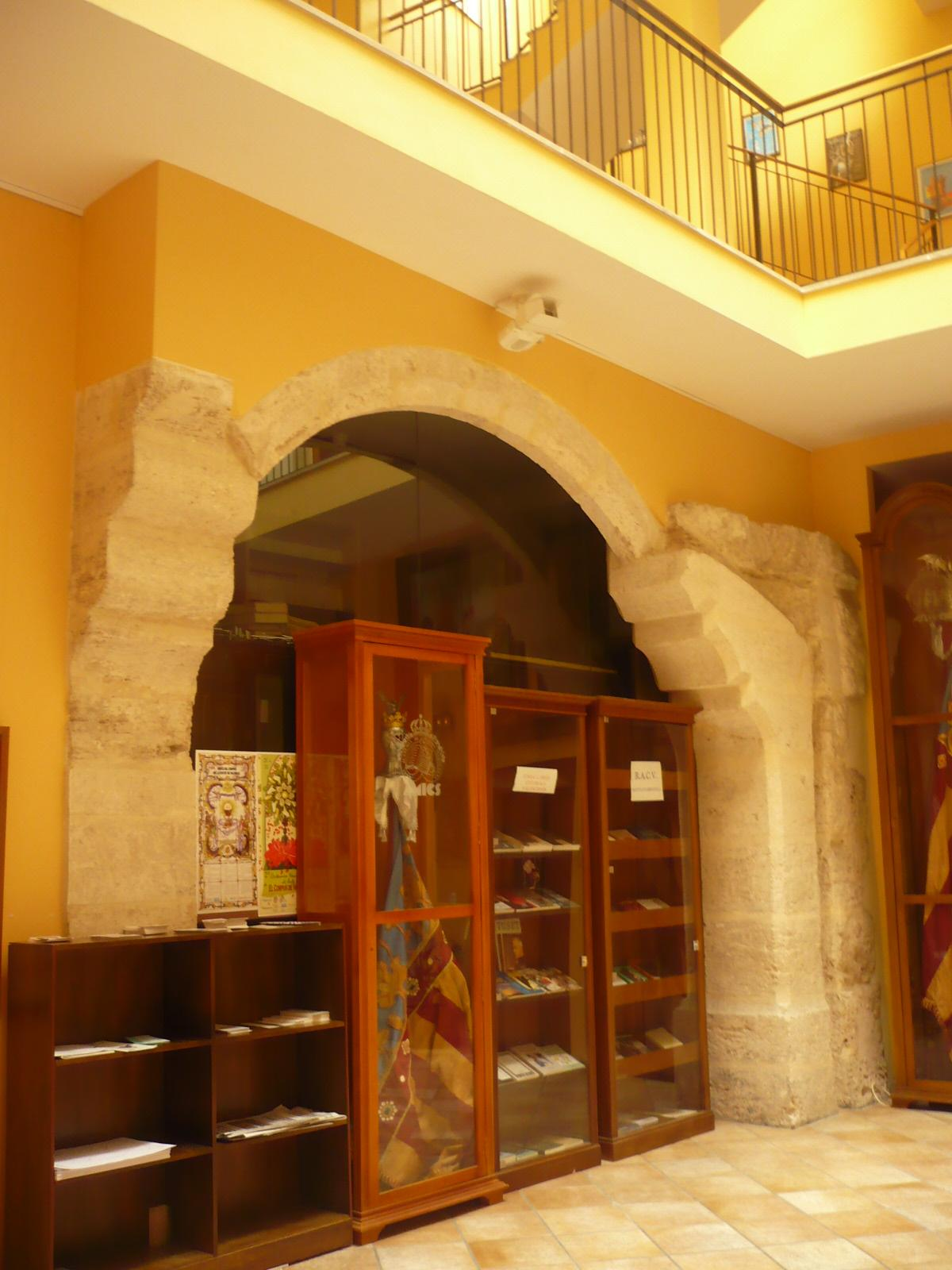
Vista interior.
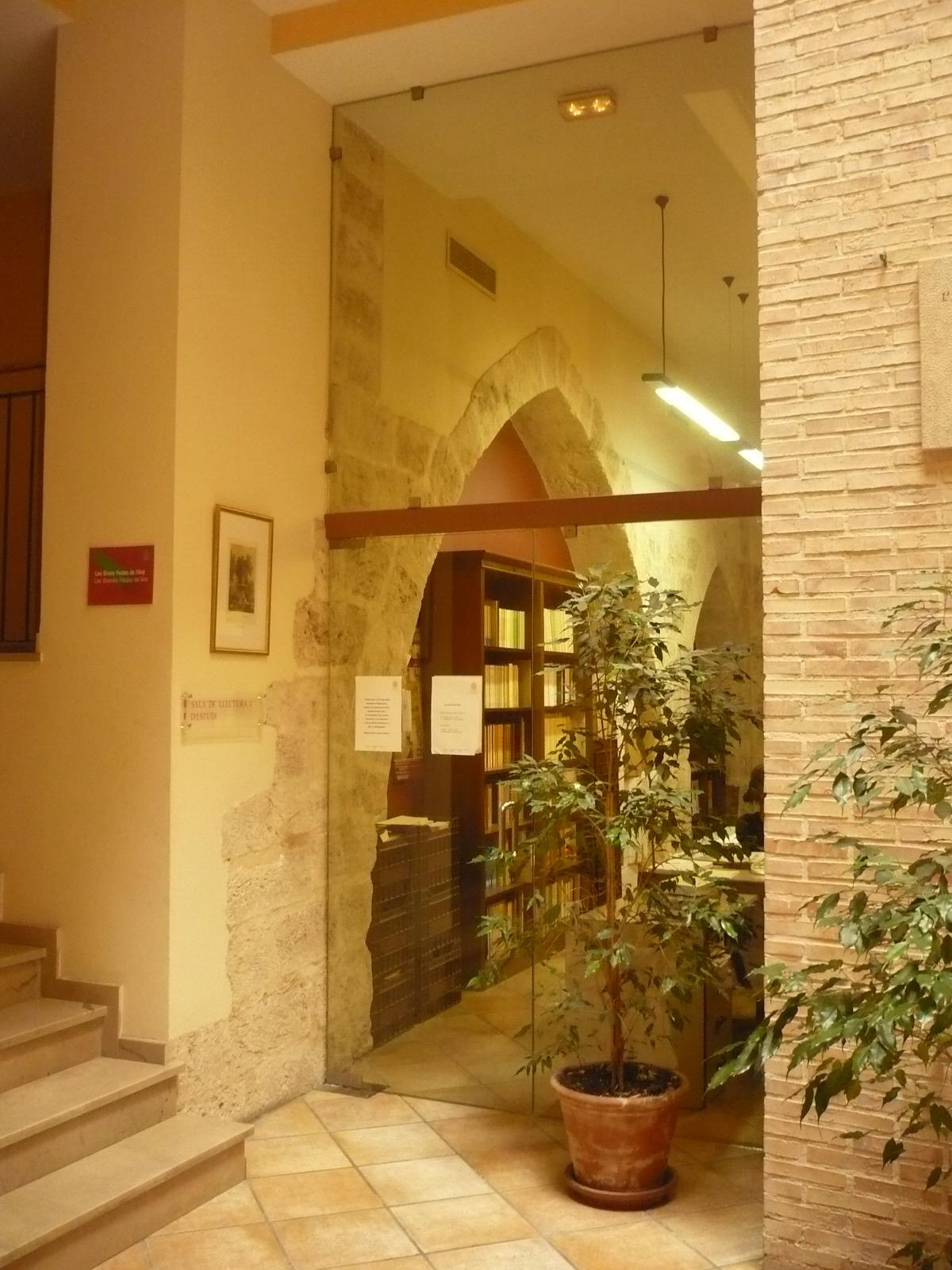
Vista interior.